# ポプラ新書
ポプラ新書（ぽぷらしんしょ）は、株式会社ポプラ社が発行する新書レーベル。
2013年9月18日創刊。
人々が健やかに、生きる喜びを感じられる世界が実現できるようにという願いを込めて創刊された。
創刊時には「生きるとは／共に未来を語ること／共に希望を語ること」「未来への挑戦！」という言葉が掲げられた。
カバーデザインは、鈴木成一デザイン室による。ポプラ社がロゴマークとして永年使用してきた、蕗谷虹児によるポプラの葉のマークを現代風にアレンジしたものをもとに作成されたデザインで統一されている。
毎月上旬に数点ずつ刊行されている。

## 創刊ラインアップ
1. ○に近い△を生きる 「正論」や「正解」にだまされるな（鎌田實）
2. バカボンのママはなぜ美人なのか 嫉妬の正体（柴門ふみ）
3. 世界の美しさをひとつでも多く見つけたい（石井光太）
4. コミュニティ発電所 原発なくてもいいかもよ？（古屋将太）
5. ストイックなんて無用だ（原田泳幸）
6. 本当は怖い小学一年生（汐見稔幸）
7. ダメダメな人生を変えたいＭ君と生活保護（池上正樹）